# Ryan Patrick Nolan
Ryan Patrick Nolan (Condado de Clare, 17 de febrero de 1999) es un futbolista irlandés que juega de defensa central en el Larne Football Club Club de la NIFL Premiership.

## Carrera deportiva
Nolan nació en Irlanda, pero se crio en Torre Pacheco, Región de Murcia, donde se ingresó en la Escuela de Fútbol de Torre-Pacheco con solo 8 años. Más tarde, Nolan fue convocado y jugó con la selección murciana. 
A los 16 años, en un campeonato de España con el combinado regional, en agosto de 2015, le llevó a firmar por el Inter de Milán.
Tras jugar en los equipos sub-17 y sub-19 del Inter de Milán, en agosto de 2019 firma por la S. S. Arezzo, marchándose cedido en enero de 2020 al A. S. Giana Erminio.
En julio de 2020, fichó por el Getafe Club de Fútbol y el jugador irlandés fue asignado al Getafe Club de Fútbol "B". En diciembre de 2020, el futbolista irlandés llegó a ir convocado en un par de ocasiones con el primer equipo, sin embargo, una lesión de ligamento cruzado frenó la progresión del futbolista.
Al recuperarse de su lesión, el 28 de febrero de 2022, firma por el Northampton Town Football Club de la Football League Two.
El 28 de julio de 2021, firma por el Raith Rovers Football Club de la Scottish Championship.
El 14 de julio de 2023, firma por el Hércules C. F. de la Segunda División RFEF consiguiendo el ascenso a Primera Federación.
En julio de 2024 firma por el Larne Football Club de la NIFL Premiership disputando 33 partidos, conquistando el subcampeonato de Liga y clasificándose para disputar la previa de la Liga Conferencia de la UEFA. 

## Carrera internacional
Nolan fue internacional sub-16, sub-17 y sub-18 con la selección de fútbol de Irlanda.

## Clubes
| Club                                          | País              | Año       |
| --------------------------------------------- | ----------------- | --------- |
| S. S. Arezzo                                  | Italia            | 2019-2020 |
| A. S. Giana Erminio (cedido)                  | Italia            | 2020      |
| Getafe C. F. B                                | España            | 2020-2021 |
| Northampton Town Football Club                | Inglaterra        | 2022      |
| Kidderminster Harriers Football Club (cedido) | Inglaterra        | 2022      |
| Raith Rovers Football Club                    | Escocia           | 2022-2023 |
| Hércules C. F.                                | España            | 2023-2024 |
| Larne Football Club                           | Irlanda del Norte | 2024-act  |